# هوهنرودا
هوهنرودا (به آلمانی: Hohenroda) یک شهر در آلمان است که در هرسفلد-رتنبورگ واقع شده‌است. هوهنرودا ۳٬۳۴۴ نفر جمعیت دارد.
محل:
شهرداری بین Rhön و جنگل (محدوده) تورینگن در به اصطلاح Kuppen Rhön قرار دارد. بالاترین ارتفاع در هسیان اسکیتلز (محدوده ای از کوه های آتشفشانی)، Soisberg، در محدوده غربی شهرداری قرار دارد.
نزدیکترین مراکز اصلی، باد هرسفلد (حدود 20 کیلومتری شمال غربی) و فولدا (حدود 32 کیلومتری جنوب غربی) هستند.